# Богдановский, Лев Константинович
Лев Константинович Богдановский (20 сентября 1925, Рязань — 10 августа 2010, там же) — слесарь-инструментальщик Рязанского завода счётно-аналитических машин, Герой Социалистического Труда (1971).

## Биография
Фронтовик; участник Великой Отечественной войны.
После окончания войны — слесарь-инструментальщик на Рязанском заводе счётно-аналитических машин (ныне — ООО «ПРОСАМ»), на котором проработал свыше 46 лет. Первым на предприятии применил метод пластической деформации для изготовления рабочих частей пресс-формы, за своё изобретение был награждён бронзовой медалью ВДНХ СССР.
С мая 1996 года на пенсии.
Скончался 10 августа 2010 года, похоронен на Скорбященском кладбище г. Рязани.

## Награды и звания
- Герой Социалистического Труда (1971);
- Лауреат Государственной премии СССР (5.11.1982);
- Почётный гражданин Рязани (26.05.1988);
- орден Ленина;
- орден Октябрьской Революции;
- орден Отечественной войны 2-й степени;
- орден Трудового Красного Знамени;
- медали.